# Monstre d'Enfield
Le monstre d´Enfield est une créature non-identifiée rapportée à Enfield (Illinois) dans l'Illinois, aux États-Unis, en avril 1973. Les rapports supposent qu'il s'agissait en réalité d'un singe, ou d'un kangourou sauvage.

## Rapports
À environ 21 h 30, le 25 avril 1973, Henry McDaniel entend un bruit comme si quelqu'un ou quelque chose grattait sa porte de maison. Il prend son arme et sa torche, ouvre la porte, et aperçoit une créature horrifiante. L'être grisâtre aurait, selon ses dires, trois jambes, des bras très courts, ainsi que de grands yeux roses. Il tire quatre fois sur le monstre, mais ce dernier parvient à fuir. Plus tard, quelques policiers trouvent des empreintes de six orteils devant la maison de McDaniel. Deux semaines plus tard, une équipe de recherche trouve une créature ressemblant vraisemblablement à un singe, dans un bâtiment abandonné à Enfield, probablement le même monstre que McDaniel aurait aperçu. L´équipe affirme avoir enregistré des cris horrifiants analysés par Loren Coleman, un célèbre cryptozoologue.
Deux jours après l'entretien de McDaniel avec la presse, la police appréhende cinq jeunes hommes illégalement armés qui se trouvaient à Enfield tentant de trouver le monstre ; le shérif du lieu explique qu'il ne s´agissait nullement d'une « expédition pour chasser des monstres ». Des inquiétudes parmi les habitants d´Enfield se font dès lors sentir, ces derniers craignant une affluence massive de « chasseurs de monstres » qui pourraient menacer leur sécurité.
Des rapports supposent que le monstre serait un singe ou un kangourou probablement échappé d'un zoo près d'Enfield, ou un kangourou domestique kidnappé appartenant à un homme originaire de l'Ohio.